# Nucifraga columbiana
El cascanueces americano o cascanueces de Clark (Nucifraga columbiana) es una especie de ave paseriforme de la familia de los córvidos (Corvidae) representante americano del género Nucifraga, que incluye a dos especies de córvidos de los bosques fríos y templados del Hemisferio Norte. Esta especie se encuentra desde Canadá hasta el norte de México.
La fuente más importante de alimentación de esta especie son los piñones, es decir, las semillas de los pinos, principalmente de las dos especies de clima frío (gran altitud) de pinos blancos (Pinus subgénero Strobus) con grandes semillas Pino de corteza blanca (P. albicaulis) y Pino huyoco (P. flexilis), pero también usa otras especies de gran altitud como el pino de Balfour (P. balfouriana), el pino longevo (P. longaeva) y el pino blanco occidental (P. monticola). Durante sus migraciones a altitudes menores, también usa ampliamente las semillas de pinos piñoneros. La población aislada de Cerro Potosí se asocia estrechamente con un endemismo local, Pinus culminicola. Todos los cascanueces americanos tienen un saco sublingual capaz de guardar alrededor de 90 semillas; el saco acrecienta grandemente la capacidad del pájaro de transportar y almacenar semillas.